# Claude-Étienne Minié

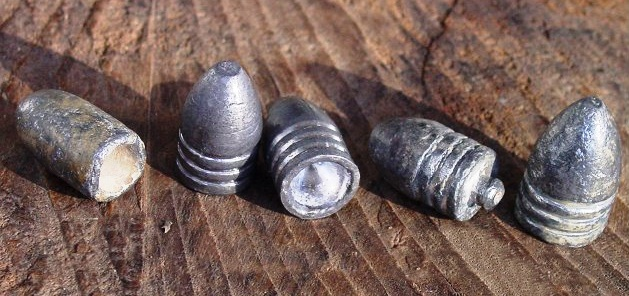
Balas Minié

Claude-Étienne Minié (13 de fevereiro de 1804 Paris, França — 14 de dezembro de 1879 Paris, França), foi um oficial do Armée de Terre, que ficou famoso por ter resolvido o problema de projeto de um fuzil confiável de carregamento através da boca do cano, ao inventar a bala Minié em 1846 e o fuzil Minié em 1849.
O governo francês recompensou Minié com 20.000 francos e um cargo na escola militar de Vincennes. Depois de se aposentar em 1858 com a patente de coronel, ele serviu como instrutor no Egito e como gerente na Remington Arms Company nos Estados Unidos.